# Nghĩa trang Remah

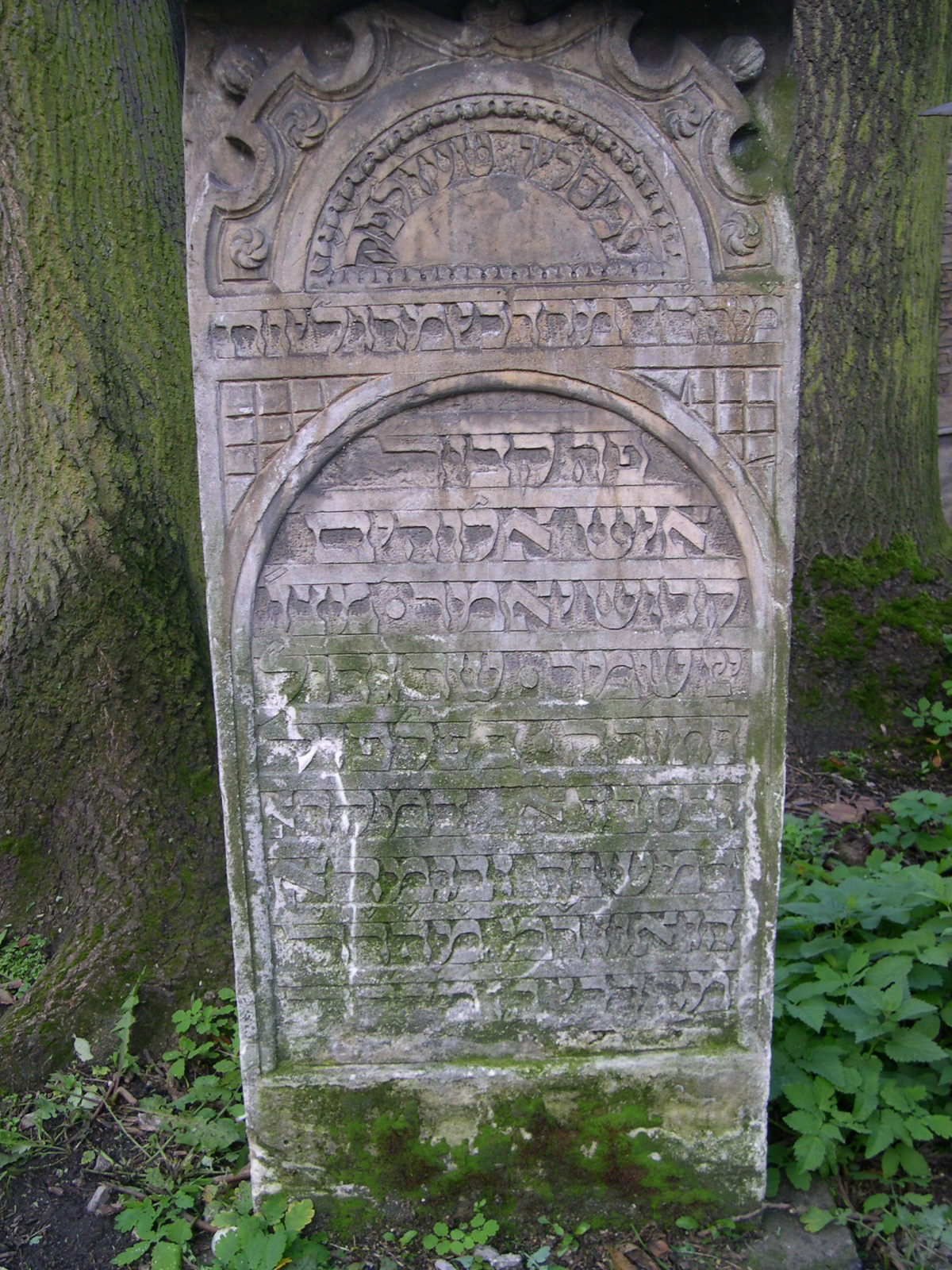
Bia mộ tại Nghĩa trang Remah

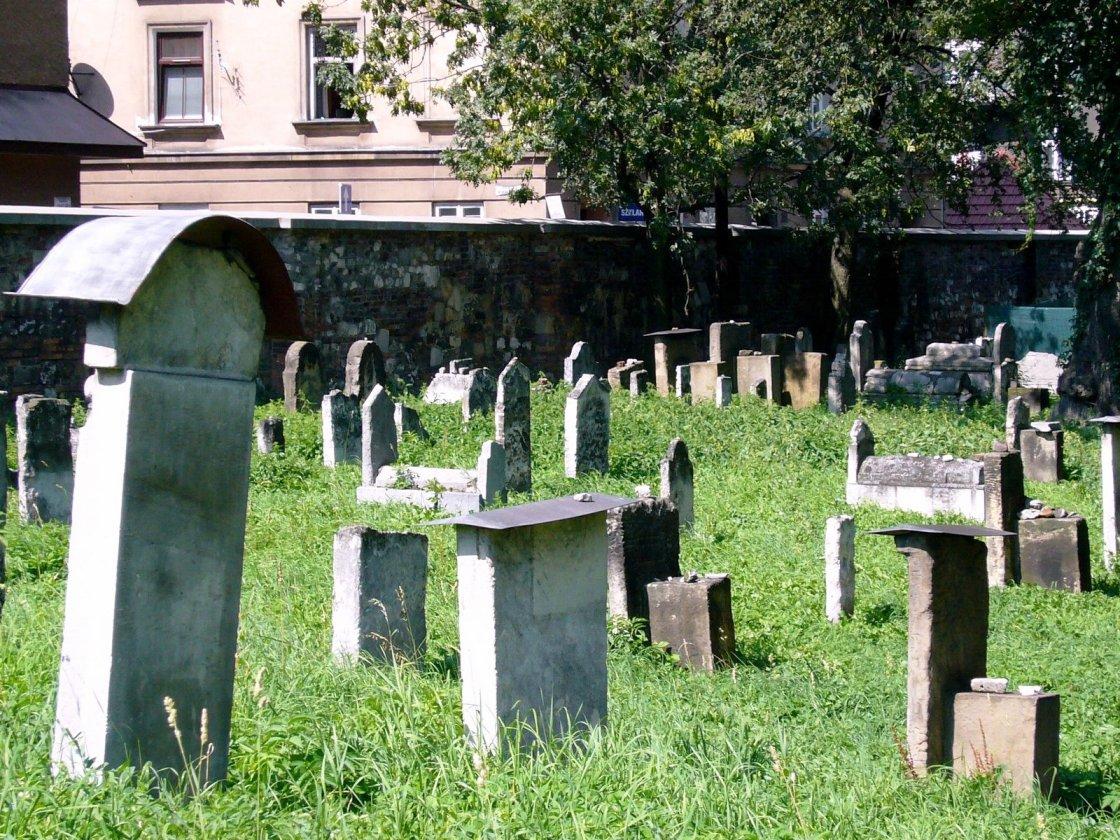
Nghĩa trang Remah

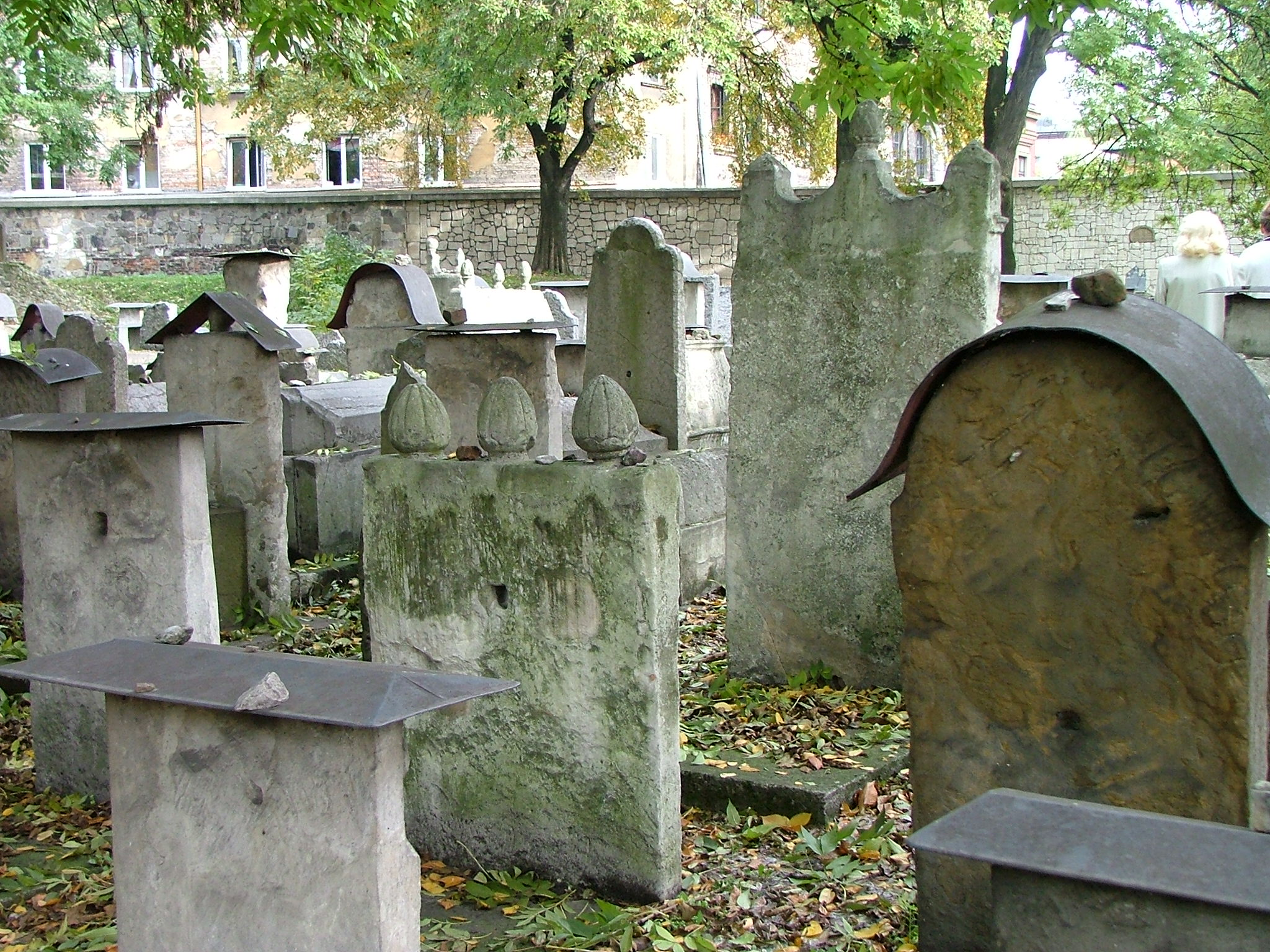
Remah

Nghĩa trang Remah, hoặc Nghĩa trang Remuh, còn được gọi là Nghĩa trang Do Thái cổ của Krakow, tại Kraków, Ba Lan, là một nghĩa trang lịch sử Do Thái không còn hoạt động, được thành lập năm 1535. Nó nằm ở quận Kazimierz thời Phục hưng của thành phố bên cạnh Giáo đường Remah thế kỷ 16, tại số 40 đường Szeroka. Năm 1800, nghĩa trang đã bị đóng cửa và Nghĩa trang Do Thái Mới gần đó được xây dựng tại số 55 đường Miodowa. Nghĩa trang lấy tên từ giáo sĩ Moses Isserles, tên được viết tắt là Remah, người được chôn cất ở đó. Izaak Jakubowicz, nhà tài trợ của Giáo đường Do Thái Izaak được chôn cất ở đó.
Trong thời kỳ Đức chiếm đóng Ba Lan, Đức quốc xã đã phá hủy nghĩa trang, phá nát các bức tường và lấy đi những ngôi mộ để làm đá lát trong các trại, hoặc bán chúng để kiếm lời. Bia mộ của Remah (giáo sĩ Moses Isserles) là một trong số ít còn nguyên vẹn. Nghĩa trang đã trải qua một loạt các phục hồi sau chiến tranh. Như thường thấy ở Ba Lan ngày nay, tất cả các bia mộ được khai quật từ đá lát đã được trả lại và dựng lại, mặc dù chúng chỉ là một phần nhỏ của các di tích từng đứng trong nghĩa trang.

## Những ngôi mộ đáng chú ý
Nghĩa trang có mộ của nhiều người Do Thái Ba Lan đáng chú ý, bao gồm:
- Rabbi Moses Isserles, có tên viết tắt là Remah, (khoảng năm 1525-1572), được chôn cất cùng với gia đình;
- Mordechaj Saba (Ca sĩ), người đứng đầu Học viện Talmudic Kraków từ năm 1572 đến 1576;
- Joseph Kac, người đứng đầu Học viện từ năm 1576 đến 1591.
- Nathan Nata Spira (1583-1633),[5] giáo sĩ Kraków và người đứng đầu Học viện từ 1617 đến 1633;
- Jozue ben Joseph (1590-1648), cũng là người đứng đầu Học viện;
- Joel Sirkes Bach, (1561-1640), giáo sĩ của cộng đồng Do Thái Kraków và người đứng đầu Học viện;
- Isaac Landau Lewita, giáo sĩ của cộng đồng Do Thái Kraków từ 1754 đến 1768;
- Isaac Halewi, giáo sĩ của Kraków và là người đứng đầu Học viện từ năm 1776 đến 1799.[4]
- Giáo sĩ Yom-Tov Lipmann Heller, (1578-1654), một giáo sĩ Do Thái Bohemian và Talmud, nổi tiếng vì đã viết một bài bình luận trên Mishnah gọi là Tosafot Yom-Tov.
- Yossele the Holy Miser, nhân vật chính trong một câu chuyện nổi tiếng về văn hóa dân gian Do Thái.
- Avraham Yehoshua Heschel, Trưởng Giáo sĩ của Kraków.[5]